# Cave Spring
Cave Spring – jednostka osadnicza w Stanach Zjednoczonych, w stanie Wirginia, w hrabstwie Roanoke.